# Pollagoona Bog SAC
Pollagoona Bog SAC este o arie protejată (arie specială de conservare — SAC, sit de importanță comunitară — SCI) din Irlanda întinsă pe o suprafață de 53,31 ha, integral pe uscat.

## Localizare
Centrul sitului Pollagoona Bog SAC este situat la coordonatele 53°00′53″N 8°32′04″W / 53.014606°N 8.534506°V.

## Înființare
Situl Pollagoona Bog SAC a fost declarat sit de importanță comunitară în august 1997 pentru a proteja un număr necunoscut de specii din flora spontană și fauna sălbatică aflate în arealul zonei. Situl a fost protejat și ca arie specială de conservare în noiembrie 2019.

## Biodiversitate
Situată în ecoregiunea atlantică, aria protejată conține 1 habitat natural: Turbării de acoperire (* exclusiv pentru turbării active).
La baza desemnării sitului se află un număr nedeclarat de specii protejate.